# Behaarde katoen
De behaarde katoen (Gossypium hirsutum) is een plant uit de kaasjeskruidfamilie (Malvaceae).
Het is een tot 1,5 m hoge, verhoutte struik met behaarde twijgen, die bedekt zijn met olieklieren. In cultuur wordt de plant als eenjarige gehouden. De bladeren zijn afwisselend geplaatst, langgesteeld, aan de basis hartvormig met drie tot zeven breed-eironde, toegespitste lobben.
De behaarde katoen bloeit van augustus tot september. De bloemen staan solitair in de bladoksels. Ze zijn wit of lichtgeel en verkleuren later naar roze tot purper. Ze zijn tot 5 cm lang en bestaan uit vijf bloembladeren. De kroonbladeren zijn in de knop bloemknop meestal gedraaid.
De vruchten zijn 4-6 cm lange, droge doosvruchten, die acht tot tien erwtgrote zaden bevatten. De zaden zijn dicht bedekt met tot 4 cm lange haren. De vette olie uit de zaden wordt voor technische toepassingen gebruikt.

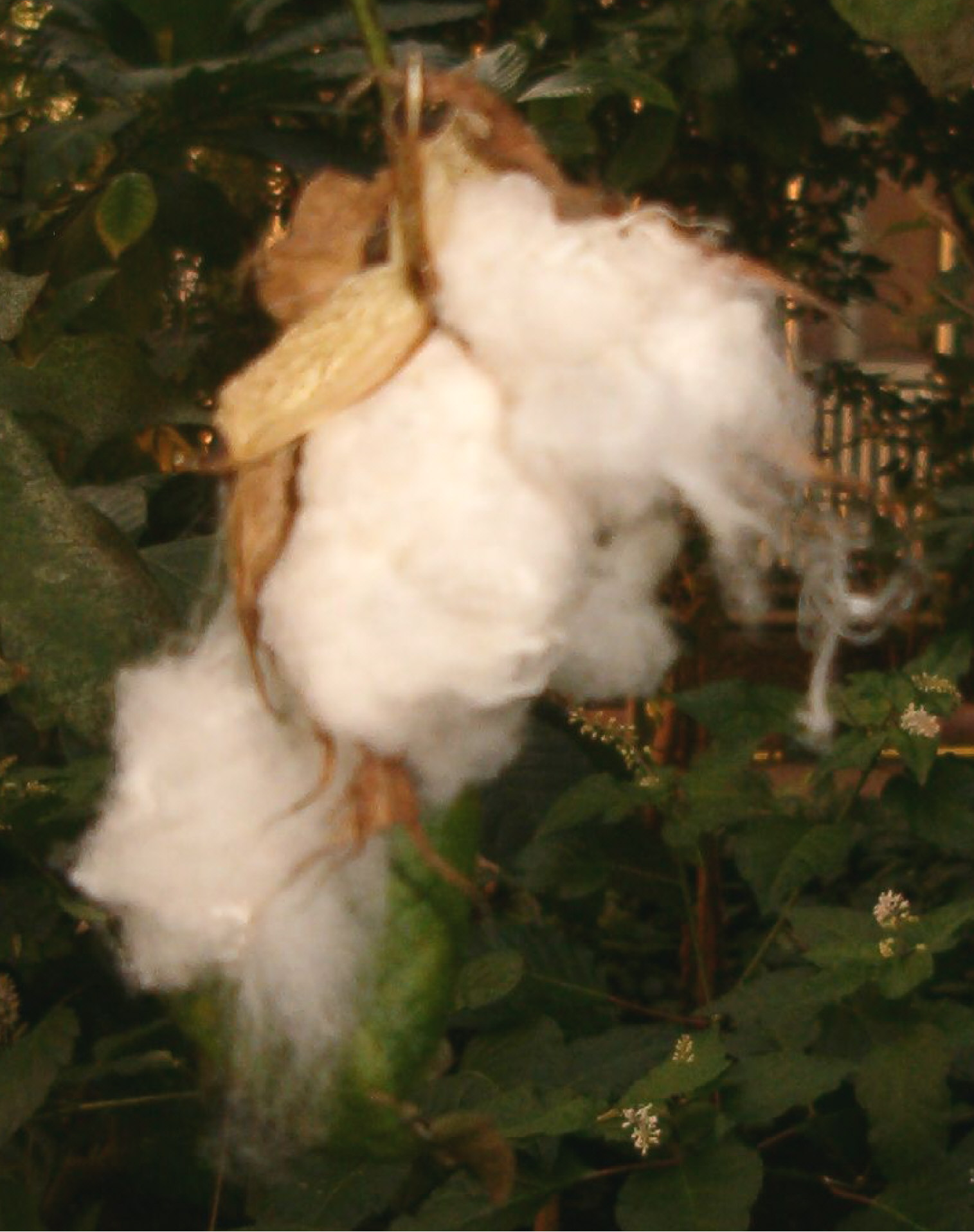
Open vrucht

Het gebied waar de behaarde katoen oorspronkelijk vandaan komt is niet met zekerheid bekend. Tegenwoordig wordt de soort in vele landen aangeplant voor de winning van katoen.